# Shane Claiborne
Shane Claiborne (11 de julio de 1975) es un líder cristiano evangélico  estadounidense, activista social, autor y cofundador de la comunidad intencional The Simple Way y de los Cristianos de las Letras Rojas.

## Biografía
Nació en Maryville (Tennessee) el 11 de julio de 1975. Durante su infancia, asistió a una iglesia metodista. Su padre, que era un veterano de la Guerra de Vietnam, murió cuando Shane tenía 9 años. Después de ser invitado a una iglesia pentecostal por amigos de la escuela secundaria, se convirtió al cristianismo y fue bautizado. Estudió Sociología y Ministerio Juvenil en la Universidad del Este y se graduó con una Licenciatura en Artes en 1997. Durante sus estudios, trabajó con la Madre Teresa para 10 semanas en Calcuta, India.

### Ministerio
Después de graduarse, sirvió en la Iglesia Comunitaria de Willow Creek en Chicago. En 1998, junto con otros cinco graduados de la Universidad del Este, fundó la comunidad intencional The Simple Way en Kensington (Filadelfia).
En 2006, publicó el libro The Irresistible Revolution: Living as an Ordinary Radical, una súplica por la simplicidad voluntaria cristiana y la justicia social.
En 2007, con Tony Campolo, fundó los Cristianos de las Letras Rojas, con el objetivo de reunir a evangélicos que creen en la importancia de insistir en los temas de justicia social evocados por Jesús (en rojo en algunas traducciones de la Biblia).
En junio de 2008, con Chris Haw, visitó iglesias y centros comunitarios en diferentes ciudades de los Estados Unidos en un autobús escolar renovado alimentado con aceite vegetal usado, marcado como "Jesús para presidente", para dar conferencias sobre la justicia social. En septiembre, publicaron el libro Jesús para presidente: política para radicales ordinarios. En 2023, publicó el libro Repensar la vida: abrazar la sacralidad de cada persona, un libro que llama a extender la definición cristiana del movimiento "pro-vida" a otros temas además del aborto, como la violencia armada, la pobreza, la pena de muerte y la apertura a la inmigración. 

## Vida personal
Se casó con Katie Jo Brotherton en el 2011.
Es miembro de una iglesia anabautista.

## Honores
En 2010, recibió un doctorado honorario de la Universidad del Este.